# احساس کهتری ملی
احساس کهتری ملی (به انگلیسی: Cultural cringe) در مطالعات فرهنگی و انسان‌شناسی اجتماعی، یک مجموعه حقارت (کهتری) درونی است که باعث می‌شود مردم یک کشور فرهنگ خود را حقیرتر از فرهنگ سایر کشورها تصور کنند و آن را کنار بگذارند.
شاید بتوان برای ملت‌ها نوعی خودآگاهی ملی قائل شد، چرا که همچون افراد تصویری از خود در مقایسه با دیگر ملت‌ها دارند و خود را از دیگران کوچکتر یا بزرگتر می‌بینند. در گذشته معمولاً احساس برتری از ملت‌های بیگانه یا احساس بدگمانی و بدبینی نسبت به آنها در میان ملت‌ها رواج داشت، اما احساس کهتری نسبت به ملت‌های دیگر فراورده سده‌های اخیر است که مقوله توسعه یافتگی و عقب ماندگی ملت‌ها نسبت به یکدیگر جزئی از گفتمان غالب شده‌است. در طی تاریخ ملت‌ها اگر نسبت به یکدیگر احساس کهتری می‌کردند، این احساس در نتیجه شکست در جنگ‌ها پیدا می‌شد. ملت‌های مقهور از سوی ملت‌های پیروز تحقیر می‌شدند و این تحقیر به آسانی به احساس حقارت و کهتری در ملت‌های مقهور تبدیل می‌شد. بدین سان آنچه ملت‌های دیگر دربارهٔ یک ملت تصور می‌کنند به تدریج خود آن ملت هم دربارهٔ حویش تصور می‌کند. اما احساس کهتری به دلیل تصور واپس ماندگی از ملتهای دیگر نتیجه شکست در جنگ نیست بلکه از تصور حرکت تکاملی و تک حطی تاریخ در اندیشه تجدد برمی‌خیزد. تصور حقارت در مقابل ملتهای پیشرفته سرچشمه تحقیر فرهنگ ملی و تمجید خیال پردازانه از فرهنگ ملتهای پیشرفته و تقلید از آن است. تصورات تحقیرآمیز ملتهای غیرپیشرفته از خود و خیال پردازی آنها دربارهٔ میزان پیشرفت ملل پیشرفته میان دو جهان متفاوت شکافی می‌اندازد که سرچشمه تصورات آرمان شهری و تباه شهری (یوتوپیایی و دیستوپیایی) می گرددو آسیب فرهنگی و اجتماعی عمده ای به بار می‌آورد.
مردمی که خود را ملتی فرودست و حقیر و عقب مانده می‌شمارند، تنها با «خود نبودن» و از خود بیگانه شدن و وانمود به دیگری بودن می‌توانند «خود دیگری» برای خود بتراشند و با تقلید زبان و فرهنگ «بیگانه برتر» هویتی به خود ببخشند. چنین تصوری از دیگری به ندرت پیوندی با واقعیت دارد بلکه فراورده ذهن کسی است که در چنین احساس حقارت گرفتارند.
مردمی که در چنبر روان‌شناسی ذلت و سلطه زدگی قرار می‌گیرند، توانایی احساس کردن خود در غیاب دیگری را از دست می‌دهند و از احساس برابری با دیگران محروم می‌شوند. در نزد ملتهایی که پیش تر زیر سلطه کشورهای دیگر بوده‌اند یا نسبت به برخی دیگر «عقب مانده» به نظر می‌رسند، هنوز هم هرآنچه «خارجی» و «غیرخودی» است برتر به‌شمار می‌رود. بیگانه پرستی و بیزاری از خود و خودی‌ها جلوه‌های احساس حقارت ملی است. مهمان نوازی چنین ملتهایی از «بیگانه‌های برتر» زبان زد است. بر طبق الگوی «شخصیت اقتدار طلب» چنین مردمی در عین حال که نسبت به «بیگانه‌های برتر» احساس حقارت دارند، اقوام و مردمان «عقب مانده تر» از خودشان را خوار می‌شمارند و به ریشخند می‌گیرند.
هنوز میراث استعمار بر روانشناسی اجتماعی مردمانی که در گذشته مستعمره بودند اثر گذار است. هویت و ارزیابی مردمان از خود برخلاف تصور برخی روان شناسان اجتماعی فراورده‌های ساختارهای ذاتی و تغییرناپذیر فرهنگ نیست، بلکه تاریخ عصر جدید در تکوین آنها مؤثر بوده‌است. آنچه از نگاه روان‌شناسی اجتماعی جا افتاده فرهنگ سنتی به‌شمار می‌آید، اغلب فراورده‌های تاریخ است و تاریخ تجزیه جهان به شرق و غرب یا به شمال و جنوب از حیث سلطه سیاسی یا اقتصادی جزء مهمی از این تاریخ است. از این رو، بررسی زمینه‌های تاریخی فرهنگ اهمیت می‌یابد.
در مورد راه حل رهایی از احساس کهتری ملی، و تقویت فرهنگ سیاسی ملتها مصلحان و اندیشمندان و دولت مردان مواضع گوناگونی گرفته‌اند. یکی از راه‌های موسوم، کوشش برای احیای خاطره عظمت و افتخارات گذشته و بازگشت به خویش و تقویت حس ملی گرایی در اشکال گوناگون تاریخی، قومی و دینی در بین مستعمرات سابق و کشورهای زیر سلطه بوده‌است. برخی دیگر از مصلحان به جای درآویختن به گذشته بر حال و توسعه اقتصادی و اجتماعی و کوشش در پرکردن شکاف میان کشورهای خود و کشورهای خود و کشورهای پیشرفته تأکید کرده‌اند تا آینده ای در خور بسازند.